# Dolores Huerta
Dolores Clara Fernández Huerta, née le 10 avril 1930 à Dawson au Nouveau-Mexique, est une dirigeante syndicale et militante pour les droits civiques en Amérique du Nord, cofondatrice de l'Association nationale des paysans, qui rejoint plus tard l'Union générale des paysans (United Farm Workers). Elle a reçu de nombreux prix pour ses services à la communauté et la protection des travailleurs, des immigrants ainsi que pour les droits des femmes.

## Biographie

### Jeunesse
Née le 10 avril 1930, à Dawson, au Nouveau-Mexique, Dolorès Huerta est la fille de Juan Fernandez — un mineur et paysan — et d'Alicia Chavez. Huerta est le deuxième enfant du couple, et sa seule fille ; le couple se sépare quand Dolorès Huerta a trois ans. Alicia Chavez élève Dolorès Huerta et ses deux frères, dans la région centrale de la Californie, dans la communauté rurale de Stockton, en Californie. Dans un entretien, Huerta déclare : « La principale personne dans ma vie est ma mère. C'était une femme intelligente et très gentille ».[réf. nécessaire]
Le militantisme communautaire de Dolorès Huerta commence quand elle est étudiante à la Stockton High School (California) (en). Huerta est active dans plusieurs clubs scolaires, et est une membre dévouée des Girl Scouts jusqu'à l'âge de 18 ans. Après ses études secondaires, elle est acceptée à l'université du Pacifique à Stockton (qui devient plus tard le San Joaquin Delta College (en) ) où elle a reçu un diplôme d'enseignante. Après avoir enseigné dans des écoles primaires, Huerta décide de se consacrer professionnellement au militantisme pour corriger les injustices sociales, :

« Je ne pouvais pas tolérer de voir les enfants qui venaient à l'école sans manger ou en ayant besoin de chaussures. J'ai pensé que je pouvais faire plus, en organisant les travailleurs agricoles plutôt qu'en essayant d'enseigner à leurs enfants affamés. »

### Carrière en tant que militante

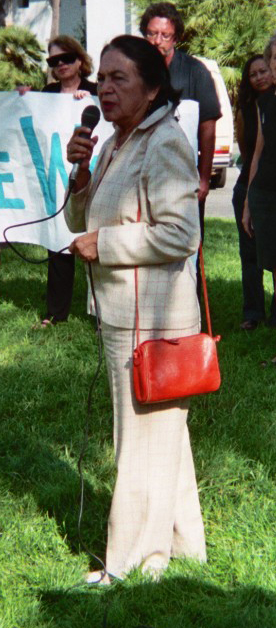
Lors d'une manifestation à Santa Barbara, en Californie, le 24 septembre 2006.

En 1955, Dolorès Huerta commence officiellement sa carrière en tant que militante, en participant avec Fred Ross (en) à la création et à l'organisation de la section locale de la Community Service Organization (en) (CSO) de Stockton, organisation des droits civiques qui pratique le lobbying pour l'amélioration des conditions socio-économiques des ouvriers Hispaniques et Latino-Américains . En 1960, Huerta cofonde l'Agricultural Workers Association (Association des ouvriers agricoles) qui effectue un lobbying sur les gouvernements locaux pour obtenir des améliorations dans les barrio. En 1962, elle a cofondé la National Farm Workers Association (NFWA) (Association nationale des ouvriers agricoles) avec César Chávez, qui deviendra plus tard l'United Agricultural Workers Organizing Committee ( Comité d'organisation des ouvriers agricoles unis) . Ensuite, elle siège à la direction de lUnited Farm Workers (en), syndicat qui s'est formé par la fusion de deux autres syndicats l'Agricultural Workers Organizing Committee (AWOC.) et le National Farm Workers Association (NFWA),
Elle est engagée en faveur des droits des femmes, et considérée comme une figure importante du féminisme chicana (les Chicanos étant les Américains d'origine mexicaine).
Le 5 juin 1968, Dolorès Huerta se tient à côté de Robert F. Kennedy, à Los Angeles, quand ce dernier s'exprime à la tribune au sujet de sa victoire électorale. Quelques instants après la fin du discours, des coups de feu sont tirés, blessant cinq personnes. Kennedy décède des suites de ses blessures par balle, le 6 juin.
Huerta est présidente de la Fondation Dolores Huerta, qu'elle fonde en 2002.

## Récompenses et distinctions (sélection)
Dolorès Huerta est nommée l'une des trois plus importantes femmes de l'année par le Ms. (magazine).
En 1998, elle est l'une des lauréats du Eleanor Roosevelt Award for Human Rights (en)(prix Eleanor Roosevelt des Droits de l'Homme), prix qui lui est remis par le président Bill Clinton.
le Prix d'Excellence Eugene V. Debs et la Médaille présidentielle de la Liberté.
En 1993, a lieu la cérémonie de son admission au musée américain dédié aux femmes célèbres, le National Womens Hall of Fame.
En 1998, le Ladies' Home Journal la reconnaît comme l'une des 100 plus importantes femmes du XXe siècle.
Le 29 mai 2012, Dolorès Huerta est la récipiendaire de la Médaille présidentielle de la Liberté, qui lui est remise par le président Barack Obama,.
En 2019, Dolorès Huerta est la récipiendaire de la médaille Radcliffe, décernée par l'université Harvard,
Le magazine Time a intégré Dolorès Huerta parmi sa liste des 100 femmes les plus importantes de l'année[Laquelle ?].

## Dans l'art populaire
Figure de la communauté latino-américaine, Dolores Huerta est l'objet de nombreuses peintures murales.[réf. nécessaire]
Dans The Glorias (2020), biopic sur Gloria Steinem, son rôle est interprété par Monica Sanchez.

### Essais
- (en-US) Richard Worth, Dolores Huerta. the Great Hispanic Heritage, Chelsea House Publications, 1 novembre 2006, rééd. 10 janvier 2010, 112 p. (ISBN 9781281358165, lire en ligne),
- (en-US) Alex Van Tol, Dolores Huerta: Voice for the Working Poor, Crabtree Publishing Company, 23 juin 2010, 120 p. (ISBN 9780778725459, lire en ligne),

### Articles
- (fr) B. L. Baer et G. I. Mathews, « Dolores Huerta et les femmes de l' « United Farm Workers » », Esprit, Nouvelle Série, No. 438,‎ septembre 1974, p. 210-221 (12 pages) (lire en ligne),
- (en-US) Richard A. Garcia, « Dolores Huerta: Woman, Organizer, and Symbol », California History, Vol. 72, No. 1,‎ printemps 1993, p. 56-71 (16 pages) (lire en ligne),